# Coleophora hospitiella
Coleophora hospitiella é uma espécie de mariposa do gênero Coleophora pertencente à família Coleophoridae.